# Dialecto riojano

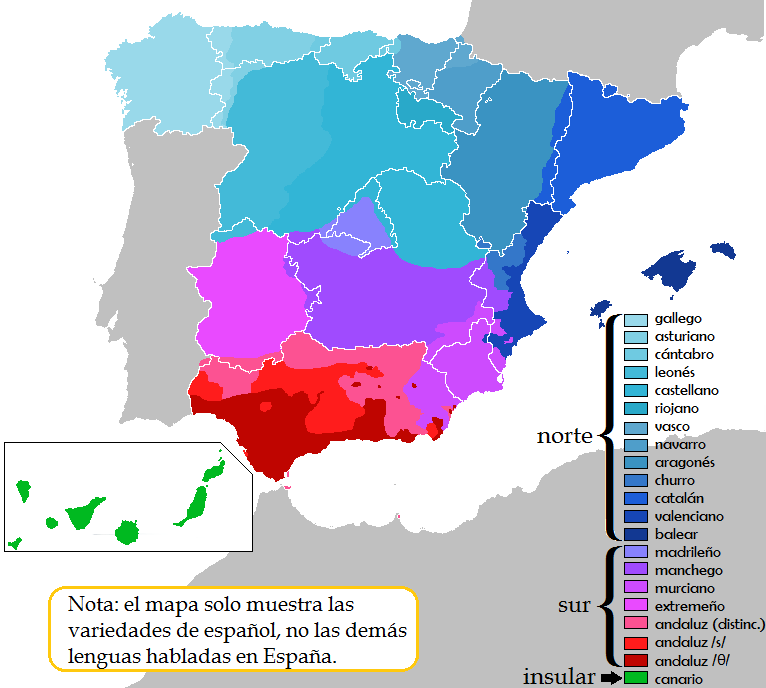
Dialectos y acentos del español en España.

El dialecto riojano o riojano (nombrado así por la RAE) es el conjunto de variedades dialectales del español habladas en la región española de La Rioja. Estas presentan rasgos relacionados con el antiguo idioma navarroaragonés y también con el euskera o vascuence.
El dialecto riojano ha sido estudiado por dialectólogos como Manuel Alvar o José María Pastor Blanco. Algunos de ellos, como el propio Manuel Alvar, suelen subdividir el área en dos subdialectos: el de La Rioja Baja y el de la Alta; el de La Rioja Alta tiende a compartir algunos rasgos con zonas próximas de Castilla y León (provincias de Burgos y Soria), y el de la Rioja Baja a hacer lo mismo con Aragón y Navarra, siempre teniendo en cuenta el sustrato de rasgos lingüísticos riojanos comunes a estas dos áreas, mucho mayor que las pequeñas diferencias existentes entre ellas.José María Pastor Blanco discute sin embargo esta clasificación y lo considera una unidad o, en todo caso, lo subdivide en los pueblos de los valles del alto Najerilla y el resto de la región.
La lengua romance de la Rioja en la Edad Media suele considerarse parte del área del antiguo idioma navarro-aragonés, para con el tiempo ser progresivamente castellanizada, sobre todo tras pasar su soberanía del Reino de Navarra al de Castilla. Hasta finales del siglo XV o principios del XVI, había población vascohablante en la parte occidental de la región. Diversos autores han propuesto que esta lengua estaría extendida probablemente a la totalidad de la región hasta una época indeterminada, lo que explicaría las numerosas huellas existentes de este idioma repartidas por todo su territorio que podemos encontrar en la actualidad.
La importancia filológica del español hablado hoy en La Rioja desde el punto de vista de la dialectología hispánica es la pervivencia de antiguos rasgos del primitivo romance riojano, que se suele vincular al idioma navarro-aragonés, así como el haber sido capaz de sumar e integrar caracteres lingüísticos de muy distintas procedencias en hibridismo. También el conservar hasta la actualidad diversas formas arcaizantes desaparecidas en el común de la lengua a pesar del uniformismo idiomático impuesto y la sorprendente conservación de mozarabismos altomedievales.

## Distribución geográfica

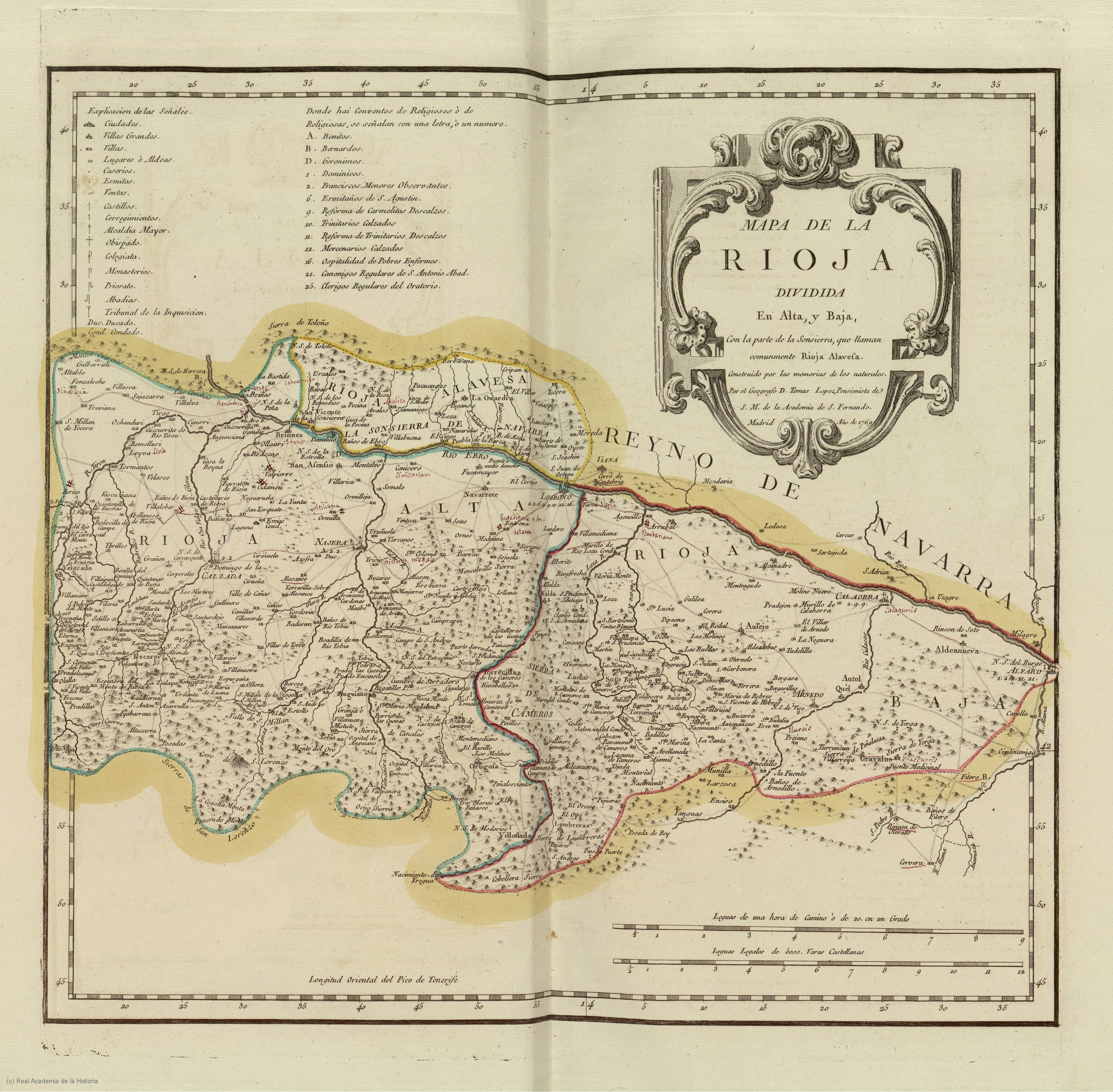
Mapa de La Rioja del año 1769, del geógrafo Tomás López, que marca la frontera entre La Rioja Alta y La Rioja Baja, que se sitúa en el río Iregua.

Algunos autores dividen esta lengua en dos subdialectos, el de La Rioja Alta, que ocupa las comarcas de Haro, Anguiano, Ezcaray, Nájera y Santo Domingo de la Calzada y tiende a verse influenciado por el habla de Castilla y León (Burgos y Soria), y el de la Baja, que ocupa las comarcas de Arnedo, Calahorra y Alfaro, que hace lo mismo con el de Aragón y Navarra, siempre tiene en cuenta por supuesto los rasgos dialectales comunes a todo el espacio riojano; y luego está La Rioja Media, que ocupa la sierra de Cameros y la comarca de Logroño, donde hay una confluencia de rasgos riojalteños y riojabajeños. Sin embargo, como ya se ha mencionado, otros filólogos discuten esta división y solo encuentran una posible subdivisión entre los pueblos cercanos al nacimiento del río Najerilla y el resto de la región. A pesar de ello, creen que lo más acertado es considerar al espacio lingüístico riojano como una unidad.
Cada una de las comarcas anteriores tiene una parte de valle y otra de sierra. Estas zonas montañosas tienen unas pocas diferencias lingüísticas con respecto a la parte del valle del Ebro debido a la trashumancia en épocas anteriores, que hizo que captaran algunas características de otras lenguas como, por ejemplo, del extremeño, o bien se dan porque proceden de la lengua mozárabe.

## Historia

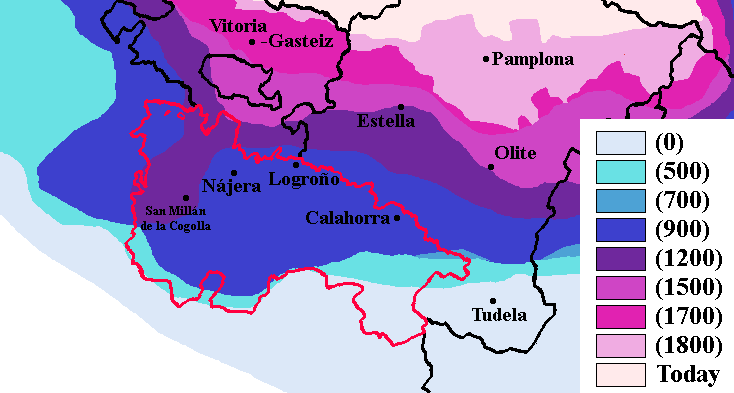
Presencia histórica del euskera en La Rioja.

Evolucuión de los dialectos navarroaragoneses, de los cuales formaba parte el riojano precastellano.

Esta región fue reconquistada por el Reino de Pamplona. La lengua romance hablada en La Rioja sería el navarroaragonés en su variedad local llamada riojano precastellano. En esta lengua es en la que están escritas las glosas emilianenses. Para algunos expertos este dialecto es el precursor del castellano, para otros es algo completamente distinto; en La Rioja en esta época también era hablada una variedad del idioma vasco.
En el año 1176 La Rioja se anexionó al Reino de Castilla debido al laudo arbitral del Rey Enrique II de Inglaterra y el Reino de Navarra perdió su soberanía sobre la misma.
A partir del siglo XII, con el paso del tiempo, la región se fue castellanizando poco a poco, con lo cual una buena parte de las características de este dialecto serían restos de las lenguas habladas anteriormente en la región. También se conservan algunos rasgos del idioma mozárabe, de otras lenguas de la península que pudieron ser captadas por medio de la trashumancia y otros rasgos a los que se les atribuye un origen solamente de la lengua latina.
La franja que engloba tierras riojanas, navarras y aragonesas, es un todo dotado de grandes afinidades geográficas, históricas, socioeconómicas, etc., y, por ende, lingüísticas. Aunque la primitiva situación idiomática de esta área haya desaparecido desde hace varios siglos, en el campo lingüístico sobreviven todavía numerosos vestigios de su personalidad lingüística perdida.
Además de la lengua romance de la región en la época medieval, que suele considerarse parte del antiguo idioma navarro-aragonés, en la parte occidental de La Rioja se habló euskera (en los valles de los ríos Oja y Tirón con extensiones hasta el río Najerilla) como mínimo hasta aproximadamente finales del siglo XV y principios del XVI y probablemente se había extendido a todo el territorio riojano hasta una época remota indeterminada. Esta situación dejó abundantes restos toponímicos vascos repartidos por toda La Rioja que han sobrevivido hasta la actualidad y en menor medida rasgos lingüísticos, especialmente léxico relativo a la vida rural y medio ambiente, (herramientas, plantas, animales, actividades agro-ganaderas etc..) que son las de mayor probabilidad de conservación. El euskera hablado en La Rioja no era una mera importación del norte, sino que tenía rasgos dialectales y peculiaridades propias, además partía de un sustrato de hablantes del mismo en la zona muy antiguo, muy anterior a las supuestas repoblaciones vascas habidas en la Edad Media. Antiguamente se pensaba que el euskera hablado en la región era debido a las mencionadas repoblaciones, pero los nuevos hallazgos y nuestro mejor conocimiento de las lenguas peninsulares nos indican que no fue así, sino que ya era utilizado en la región en épocas muy primitivas prerromanas. Hoy en día se sabe que existe toponimia vasca repartida por toda la región, aunque la mayor densidad se encuentra localizada en su zona occidental y dentro de ella en la parte sur del valle del Oja, mientras que la menor se sitúa en la zona noreste, en el límite con Navarra. Por esta razón se ha postulado que el euskera iría desapareciendo de La Rioja en dirección este-oeste norte-sur y llega a conservarse en la zona suroeste hasta la Edad Moderna. No hay que descartar en absoluto la posibilidad del bilingüismo, dado que esta situación es habitual en zonas fronterizas del euskera con otro idioma, como era el caso de La Rioja.
Asimismo, además de todo lo anterior debemos tener en cuenta también para explicar estos hechos lingüísticos los estrechos lazos que han existido a lo largo de la historia de esta región con Álava, Navarra y Aragón, así como la gran influencia cultural que ejerció sobre la misma la diócesis de Calahorra, la cual fue sufragánea de la de Zaragoza hasta 1547. También su alejamiento y localización periférica con respecto a los principales centros de poder (Burgos, Toledo, Pamplona...), y su peculiar geografía que la ailslan de otros territorios peninsulares, especialmente de la meseta. Y es que en palabras del profesor Buesa: "Esta visión de ciertos rasgos fónicos, morfológicos y léxicos es una prueba de los estrechos lazos que existieron en el pasado entre Álava, La Rioja, Navarra e incluso Aragón. No son casos fortuitos debidos al azar: la geografía y la historia condicionan los hechos lingüísticos".
Estos rasgos se han conservado gracias al aislamiento geográfico de la zona.

## Algunas características fónicas y morfosintácticas del riojano
- Conservación de los grupos latinos pl, cl como en el aragonés: plover, ( 'llover), flama, ('llama).
- Conservación de los arcaicos grupos ns y mb: ansa, 'asa', lombo, 'lomo'.
- Diptongación similar a la aragonesa: luejo, 'lejos'.
- Uso del condicional en lugar del pretérito imperfecto de subjuntivo:"Si estudiaría aprobaría".
- Preferencia por los tiempos compuestos frente a los simples.
- Tendencia a deshacer el hiato entre dos vocales extremas aura 'ahora'.
- Fenómenos de anaptixis muy comunes en el euskera y en el antiguo romance hispánico.[22]
- Conservación de la f inicial en algunas palabras ferrería por 'herrería', farraña por 'pasto malo'.
- El prefijo des- se convierte en es, esbalgar, esbarrar.
- Se mantiene invariable la sonorización de las oclusivas sordas intervocálicas, rasgo arcaizante que aparece en la actualidad y en el romance riojano histórico, conectandole con las hablas aragonesas pirenaicas y con el vascuence.[23]
- Alternancia del sonido c- (-z), ch-, j-, s- en términos como chúnguele, júnguele, súnguele o zunguel (columpio), característica de procedencia euskérica.[24]
- Tendencia a igualar los diptongos "ai" y "ei" en una forma intermedia äi con la a totalmente palatalizada, peine, veinte.
- La y intervocalica tiende a desaparecer, baeta bayeta, leendo leyendo.
- Sustitución de "por" por "a" en algunas frases, especialmente cuando va acompañada de un adverbio de tiempo, al igual que en el País Vasco: Ayer a la mañana, ayer a la noche en lugar de ayer por la mañana, ayer por la noche.
- Anexión de la letra A al principio de algunas palabras, sobre todo las que comienzan por erre, arrascar, arrodear.
- Supresión de la "v" al comienzo de algunas palabras amos por 'vamos'.
- Las vocales átonas sufren gran variedad de cambios cualquiera que sea su posición silábica destingues distingues, destinguir distinguir.
- Uso del pronombre personal de tercera persona "li" por "le" (Va y li dice, li mandé que bajaría a anjón). Era frecuente en el habla riojana del siglo XIII y todavía hoy se puede escuchar en  combinación con el normativo "le". Esto vincula al riojano con dialectos vecinos, especialmente con el navarroaragones y con el cántabro. [25]
- El superlativo se construye con la forma "mucho", mucho guapa, mucho grande.
- Aféresis de la "a" bobilla o bubilla por abubilla, bujero por agujero.
- Presencia de sonido /rr/ asilibado.
- En la antigüedad era usado el artículo "eli" por el actual "el".
- Uso de la terminación para el superlativo absoluto -ismo, buenismo, grandisma.
- Transformación del sonido "tr" en el sonido "ch": ches, cuacho, chactor, etc.
- Aparición de una llamada r chinchineante (cuatcho, 'cuatro')
- Antiguamente se usaba el sufijo -iello. Actualmente ha sido sustituido por los castellanos normativos  -ito y -illo .
- Nuevas formas verbales como "Cogelo y matalo" por cogerlo y matarlo o "agachame y levantame" por agacharme y levantarme. "voy a agachame", "voy a levantame"
- Sustitución de la d del imperativo por la r: "mirar" en vez de "mirad"
- En la Edad Media se utilizaba el numeral primero sin apocopar en posición prenuclear como en aragonés: "Facía carta primero dia  d'mayo"[26]
- En la Edad Media la solución fonética al grupo consonántico -kt- se resuelve  con la solución -it-  al igual que en el aragonés.[26]
- Demostrativo de primer grado esti por 'éste'.
- Conservación del diptongo decreciente arcaico ei en algunas voces.
- Presencia de antiguos grados de diptongación como luogo 'luego'.
- Permanece la consonante palatal inicial latina, juncir o yuncir por 'uncir'.
- Las consonantes b- y m- se neutralizan, menir por 'venir', bermella 'mamella'..
- En los adverbios finalizados en -mente, el acento recae sobre la terminación por ejemplo: mayormente, sinceramente.
- Adjetivos demostrativos átonos, se apoyan acentualmente en el sustantivo al que acompañan, estepuéblo, estiáño.
- Pérdida de -r final de los infinitivos o su supresión por una consonante alveolar muy relajada, cogé 'coger'
- Tendencia a la pérdida de la s final sobre todo en formas verbales.
- Uso de la terminación istis en vez de isteis en todas los tiempos verbales de ese tipo, dijistis, contaistis.
- Utilización de la terminación "ais" en vez de eis, estaráis estareis, saldrais saldreis.
- Diptongación de la o tónica como en ruejo.
- Persistencia de la -e final como en holline, andaide, céspede.
- Tendencia a la aspiración de la "s" ante "a" y "o" por ejemplo en mormullo, sepoltura y sepolturero. [aclaración requerida]
- Cierre de la vocal átona "y" como en Dispensa despensa, nuguera, nuguerones, sigún, smtiría sentiría.
- Fenómenos de disimilación de u-u > o-u.
- Se pierde, raramente, la "o" inicial átona currió ocurrió.
- Perdida de la "d" en algunas palabras aelgazar adelgazar.
- Uso de haber como sinónimo de tener.
- Aparición en raras ocasiones de ceceo Zarpullido sarpullido, rozal rusal.
- Conservación de la b latina en la terminación del imperfecto de indicativo: mordiba, 'mordía'.
- Aversión por las palabras esdrújulas pajáro por 'pájaro'.
- Sustitución del sonido "r"  por "l": "salil" ('salir'), Pa dil y vinil más vale no dil  ('Para ir y venir más vale no ir')
- Conversión en i y en u de la e y la o finales: pobri, 'pobre', prau, 'prado'.
- Supresión de consonantes oclusivas intervocálicas:  pare, mare, vea, soa, talea...  '(padre, madre, vega, soga y talega)'
- Utilización del sufijo -ico especialmente en La Rioja baja.
- Sufijos -ete y -eta

| Ejemplos de léxico riojano | Ejemplos de léxico riojano | Ejemplos de características lingüísticas riojanas      | Ejemplos de características lingüísticas riojanas    |
| Español riojano            | Español estándar           | Español riojano                                        | Español estándar                                     |
| -------------------------- | -------------------------- | ------------------------------------------------------ | ---------------------------------------------------- |
| Morro/Morrete              | Expresión de cariño        | Sonido tr chinchineante: Tches, cuatcho,               | Sonido tr: Tres, cuatro                              |
| Canso                      | Ser pesado/Estar cansado   | Condicional: Si estudiaría aprobaría                   | Condicional: Si estudiara aprobaría                  |
| Zurriburru                 | Mezcolanza de cosas        | Sonido /rr/ asibilado                                  | Sonido /rr/ normativo                                |
| Golmajería                 | Golosinas                  | Superlativo con mucho y -ismo: Mucho grande/grandismo. | Superlativo con muy y -ísimo: Muy grande/grandísimo. |
| Albérchigo                 | Albaricoque                | Nuevas formas verbales: Cogelo, matalo.                | Formas verbales normativas: Cogerlo, matarlo.        |
| Ababol                     | Estúpido                   | Pronombre Li : Li dije, li cogí                        | Pronombre "Le": Le dije, le cogí                     |
| Amante                     | Expresión de cariño        | El sonido r se convierte en l : Salil, cogel, vinil    | Sonido r normativo: Salir, coger, venir              |

## Léxico riojano (Riojanismos)

### Algunos ejemplos de léxico
Ejemplos de léxico propiamente riojano y otras palabras compartidas con otras regiones, pero no pertenecientes al español normativo.
- A Anjón/A ajón: A cuestas o a hombros.
- Ababolle/Ababol: Amapola, o también es sinónimo de cenutrio.
- Abeldar: Limpiar el grano al aire, lanzado con la pala.
- Abocinarse: caerse de bruces.
- Acitabla: Acedera.
- Afeque: Expresión de matices muy variados, similares a : “¡No es para tanto!” o “Parece mentira”.
- Aguada: Rocío.
- Ahuelmado: Tímido.
- ¡Ahiva!: ¡Apartaos!
- ¡Ahivadeahí!: Quítate de ahí.
- !Ahívalo¡/¡Ahívala!: Expresión de sorpresa al ver a alguien.
- ¡Aiba!: !Ahí va¡
- Ajau: Significa azadón, también se utiliza la palabra ajada con el mismo significado.[27]
- Ajuntar: Hacerse amigos.
- Alamillo: planta herbácea silvestre muy presente en el campo.
- Albérchigo: Albaricoque.
- Albridor: Especie de melocotón que se abre cómodamente con los dedos.
- Aldraguero: Mentiroso, que acostumbra a mentir.
- Allarín: Cadena de la chimenea de donde colgaban los calderos.
- Allegar: limpiar bien el plato, rebañar.
- Almazuelas: colchas, cortinajes y similares de diversos colores fabricados con muestras de variadas materias y telas, cosidas en formas más o menos geométricas de infinitos diseños, típica de los pueblos serranos de La Rioja.
- Aloya: alondra.
- Amante: Cariño.
- Amarraco: Pita que vale cinco puntos en el juego del mus.
- ¡Apispás! : ¡Se acabó! ¡Ya esta!
- Arrascar: rascar.
- Asolinado: quemado por el sol.
- Atrampar: pillarse con algo (atramparse).
- Atusar: preparar, acicalar.
- Aunecido: Cundir, dar de sí, aumentar de volumen, dar mucho rendimiento en el trabajo.
- Auzado: Tipo con suerte.
- Arañón: Fruto del endrino. Procede del euskera "arán" que significa ciruelo silvestre.[28]
- Babute: Bobo.
- Baldragas: Zafio, desgarbado.
- Berozo: Brezo.
- Bizcarche: Espinazo del cerdo.
- Birojo: Bizco, de mirada extraviada.
- Borreguil: Lugar donde pastan los corderos.
- Botador: Clavija que sujeta el yugo en los carros de una res.
- Bríncola: Enganche de la yegua al trillo.
- Cachava/Cachavo: Bastón.
- Cachiberrio (o chachi): En el folclore es el guía del grupo de danzadores, también se aplica a la persona que se disfraza en carnaval, a veces se abrevia como "cachi". Procede del euskera "Katxi" que significa enmascarado o disfrazado y de berrio procedente de la palabra "verre" que significa verraco.[29]
- Cachima: Cama.
- Calambrujo: escaramujo. Fruto del rosal silvestre.
- Calamocano: Mareo producido por el alcohol, sin llegar a emborracharse.
- Canilla: Grifo.
- Canso/a: Persona pesada o latosa. Igualmente se aplica a una acción o trabajo, también significa estar cansado.
- Caracola: Caracol pequeño con la concha blanca.
- ¡Caro!: !Claro¡
- Caparrón: Variedad de alubia de color rojo, también judía verde, en ese caso se denomina caparrón verde.
- Casco: Parte o porción de una cosa separada del todo.
- Cataplada: gran cantidad de algo.
- Cenaco: Dícese del chico que va muy sucio.
- Cencerro: Persona muy habladora.
- Cenutrio: Zoquete, estúpido.
- Chabisqui/Chabisque: Choza o lugar oscuro de las casas.
- Chamarita: Raza de oveja autóctona riojana.
- Chamizo: Local acondicionado por los jóvenes para divertirse.
- Chiguito o chiguita: Muchacho o muchacha. Trato que hace unos años los mayores daban a los más jóvenes en lugar del nombre propio.
- Chirimiri: Lluvia fina, calabobos.
- Chirri: Gorrión.
- Cinto: Cinturón
- Codujón: Cualquiera de las puntas que forman los colchones, almohadas, serones, alforjas, etc.
- Cortapichas: Cualquier insecto con dos largos apéndices al final de su cuerpo, no se refiere a una especie en concreto /tijereta.
- Correveidile: Persona que se chiva rápidamente
- Corrusco/Currusco: Parte del extremo del pan.
- Cuezo: borracho, estar bebido.
- Cunacho: Cesto de mimbre. Se usaba para coger la fruta, verdura y similares-
- Cuto: Cerdo grande, adulto.
- Descambiar: Devolver un objeto al lugar o establecimiento en el que fue comprado o adquirido.
- Desgavillado: muy cansado, agotado.
- Emparedado: Bocadillo pequeño preparado con rebanadas de pan de molde, sándwich.
- Empavonarse: empañarse un cristal.
- Esvarizar: Resbalar
- Ezquerro: Significa Arce y proviene del euskera "azkar" que tiene el mismo significado, además es un apellido muy común en la región.[30]
- Fato: Presumido.
- Garulla: Hambre.
- Grajo: Cuervo.
- Golmajería: Lugar donde venden golmajos.
- Golmajo: Dulce, golosina, pastel o también persona golosa.
- Golorito: Jilguero.
- Hondarras: Poso que queda en la vasija que ha tenido un licor. Procede del euskera "hondar" que significa residuo.[31]
- Harto+futuro: seguro que... Harto iréis: seguro que vais.
- Irmar: Arrimar
- Jarcia: Muchedumbre de gente.
- Jurición: jurisdicción, término municipal.
- Laya: Instrumento agrícula de hierro de dos puntas largas y mango. Procede del vasco "lai" .[32]
- Limaco: Babosa.
- Loína: pez de río abundante en La Rioja.
- Lorenzo: Sol.
- Majuelo: viña.
- Malimangorra: babosa.
- Mangarra: Adjetivo aplicado a una persona despreciable, de poco fiar y de escaso valor moral.
- Maripajuela: remolino de aire y polvo.
- Medrar: Crecer.
- Mensajero/a: Cotilla.
- Meticón/metiche/metete: Persona que interviene en asuntos que no le incumben o intenta conocerlos y dárselos a conocer a otros, cotilla.
- Mocete/a: Pronunciado "moete", es un chico o chica joven, adolescente.
- Modorro: Persona poco emprendedora, un punto holgazán.
- Moracho: negrillo, pez pequeño de río.
- Moraga: Matanza del cerdo.
- Morisca: azada pequeña.
- Morrete/Morro: Cariño.
- Olmada: Almohada.
- Pantaloneta: Pantalón corto.
- Pella: Coliflor.
- Pernetas (en): sin calcetines.
- Perras: Dinero.
- Pero: Peral.
- Pesca: Pescado.
- Picaraza: Urraca.
- Pingo: Prostituta o persona que va mucho de juerga.
- Pocha: Alubia blanca que se come antes de que madure.
- ¿Pues?: ¿Por qué?
- Puntido: Descansillo de la escalera.
- ¿Qué vida?: Expresión de saludo coloquial.
- Rebicandil: lavandera, pájaro gris y blanco de cola larga.
- Regalar: Derretir.
- Remostar: Aplastar.
- Remostrico: Trasto, porquería.
- Renque: En agricultura, cada uno de los surcos formados en la tierra. También se refiere a la hilera de árboles, plantas o más frecuentemente vides, sembrados o plantados.
- Riguilete: rápido, ágil.
- Rodilla: trapo de cocina.
- Rostrizo: Cerdo joven de pequeño tamaño, cochinillo.
- Sanmiguelero: Persona golosa.
- Tapabulleros: Juego infantil practicado con una masa de barro en forma de vaso. Es conocido también en Navarra y en el País Vasco, aunque con diferente denominación que en La Rioja.[33]
- Tapiñar: Comer a escondidas.
- Tasugo: Tejón.
- Yasa: Esta palabra tiene varios significados como barranco pequeño, zona desbordada de un río o pequeño cauce que se llena de agua solo en algunos momentos (torrentera). Como ejemplo podemos encontrar en La Rioja la Yasa Agustina o la Yasa Majillonda.
- Uñazco: dolor de los dedos, especialmente de las uñas, a causa del frío.
- Zamploño: sapo.
- Zarandilla: Lagartija.
- Zurriburru: Mezcolanza de cosas.

## La entonación o acento
En La Rioja, el acento es muy diferente al castellano y al aragonés y recuerda al del País Vasco y Navarra. Se trata de un hecho lingüístico probablemente muy antiguo que acaso nos traslade a los orígenes mismos del idioma. Esto es así excepto en algunas zonas periféricas muy concretas de la región, como en los pueblos cercanos al nacimiento del Río Najerilla, donde la entonación es idéntica a la castellana. Esto es consecuencia de unos lazos muy estrechos dados por la proximidad. También en los pueblos de la comarca de Alfaro, es muy característica su entonación, consistente en alargar la vocal final, similar a la de Tarazona, Tudela y la propia Zaragoza.

## Textos en riojano
Se encuentran multitud de obras escritas en dialecto riojano antiguo en monasterios de esta región, como los de San Millán de la Cogolla y Valvanera. Se hallan cada vez menos a medida que transcurre el tiempo y son en la actualidad inexistentes en forma escrita. El único autor conocido que utiliza esta lengua es Gonzalo de Berceo en obras como por ejemplo Milagros de Nuestra Señora y La vida de Santa Oria.

Un ejemplo de unos versos de Gonzalo de Berceo en riojano medieval:
Ixién d'élli dos ríos, dos aguas bien cabdales,

ríos eran muy fondos, non pocos regajales,

blanco era el uno como piedras cristales,

el otro plus vermejo que vino de Parrales.

Traducción al español actual estándar:
Nacían de él dos ríos, dos aguas bien caudalosas,

ríos muy profundos, no pocos regalajes,

blanco era uno como piedras cristales,

el otro más rojo que vino de Parrales.

## Estado actual del dialecto riojano
Actualmente se encuentra en continua desaparición, debido sobre todo al éxodo rural que se lleva produciendo desde principios del siglo XX, y también a su reconocimiento como lengua vulgar. Está reducido al ámbito rural y a la gente de mayor edad, aunque algunas de sus características ya desaparecieron completamente hace tiempo, y en ciudades como Logroño todavía se puede oír alguna palabra de su vocabulario y la conjugación de algunos tiempos verbales propia de este dialecto.
A pesar de que ha generado mucha literatura en épocas recientes, el desconocimiento de su existencia es absoluto, incluso en la propia sociedad riojana, en la que se considera una forma inculta de hablar propiamente rural. Si esto no cambia está condenado a desaparecer completamente en pocos años.